# The Boaster (film 1907)
The Boaster è un cortometraggio muto del 1907 diretto da Lewin Fitzhamon.

## Trama
Un uomo salva una ragazza dagli eccessi della gioventù.

## Produzione
Il film fu prodotto dalla Hepworth.

## Distribuzione
Distribuito dalla Hepworth, il film - un cortometraggio di 61 metri - uscì nelle sale cinematografiche britanniche nel giugno 1907.
Si conoscono pochi dati del film che, prodotto dalla Hepworth, fu distrutto nel 1924 dallo stesso produttore, Cecil M. Hepworth. Fallito, in gravissime difficoltà finanziarie, il produttore pensò in questo modo di poter almeno recuperare il nitrato d'argento della pellicola.